# Disploidia
Disploidia designa as mudanças no número cromossómico resultantes de rearranjos cromossómico estruturais, tais como a fusão robertsoniana e a fissão cêntrica.  A fusão (também designada por «disploidia descendente») é mais comum que fissão (ou «disploidia ascendente»), mas os dois tipos têm sido encontrados em vários géneros.

## Descrição
Está demonstrada uma série disploide descendente com n=10, 9, 8, 7, 6, 5, 4 e 3 no género Lapeirousia, além da combinação de poliploidia e disploidia descendente secundária nas espécies da secção Paniculata. Na família Arecaceae, também é frequente encontrar redução do número de cromossomas em diversas subfamílias, como a Coryphoideae (2n=36 a 2n=28), Calamoideae (2n=36 a 2n=26), Ceroxyloideae (2n=34 a 2n=26) e Arecoideae (2n=36 a 2n=28).